# Pays de Châteaugiron Communauté
Le Pays de Châteaugiron Communauté est une communauté de communes française située à l'est de Rennes dans le département français d'Ille-et-Vilaine, dans la région Bretagne.

## Historique
La communauté de communes du pays de Châteaugiron est l'aboutissement d’une coopération entre les communes du canton de Châteaugiron qui remonte à 1980, sous la forme du syndicat intercommunal d’études et de programmation du secteur de Châteaugiron. Ce syndicat a abouti à la création de la communauté de communes du Pays de Châteaugiron par arrêté préfectoral du 30 décembre 1993.
À sa création, elle regroupait 6 communes : Chancé, Châteaugiron, Domloup, Nouvoitou, Saint-Aubin-du-Pavail et Servon-sur-Vilaine. Cette étape marquait le passage d’une logique communale à une logique intercommunale, en termes d’intervention et de maîtrise d’ouvrage. Son existence a été rendue possible grâce à la fiscalité propre de l’EPCI et à son administration.
- 1997, la communauté de communes a adopté la taxe professionnelle unique (TPU)[2].
- 2004, Nouvoitou quitte la communauté de communes pour rejoindre Rennes Métropole[3].
- 1er janvier 2005, adhésion de la commune de Noyal-sur-Vilaine jusque-là membre de Rennes Métropole[4].
- 1er janvier 2010, adhésion de la commune d'Ossé jusque-là membre de Vitré Communauté[5].
- 1er janvier 2012, adhésion de la commune de Piré-sur-Seiche, jusque-là membre de la communauté de communes de la Roche-aux-Fées[6].
- 1er janvier 2017, les communes de Saint-Aubin-du-Pavail et Ossé fusionnent avec Châteaugiron pour former la commune nouvelle de Châteaugiron[7]. La communauté de communes du pays de Châteaugiron compte alors 6 communes.
- 18 décembre 2017, la communauté de communes du pays de Châteaugiron prend le nom de « Pays de Châteaugiron Communauté », par un arrêté préfectoral qui modifie également les compétences statutaires de l'intercommunalité[8].
- 1er janvier 2019, les communes de Piré-sur-Seiche et Chancé se regroupent pour créer la commune nouvelle de Piré-Chancé[9], réduisant à cinq le nombre de communes associées[1].

## Territoire communautaire

### Géographie
Située au cœur du pays de Rennes, le Pays de Châteaugiron Communauté est une intercommunalité dont le territoire est assez restreint (1,91 % du département, 11,32 % du Pays de Rennes). C'est un territoire périurbain marqué par l'influence de Rennes, plutôt attractif avec une forte croissance démographique, un dynamisme économique, une qualité d'environnement et un riche patrimoine architectural.

### Composition
La communauté de communes est composée des 5 communes suivantes :

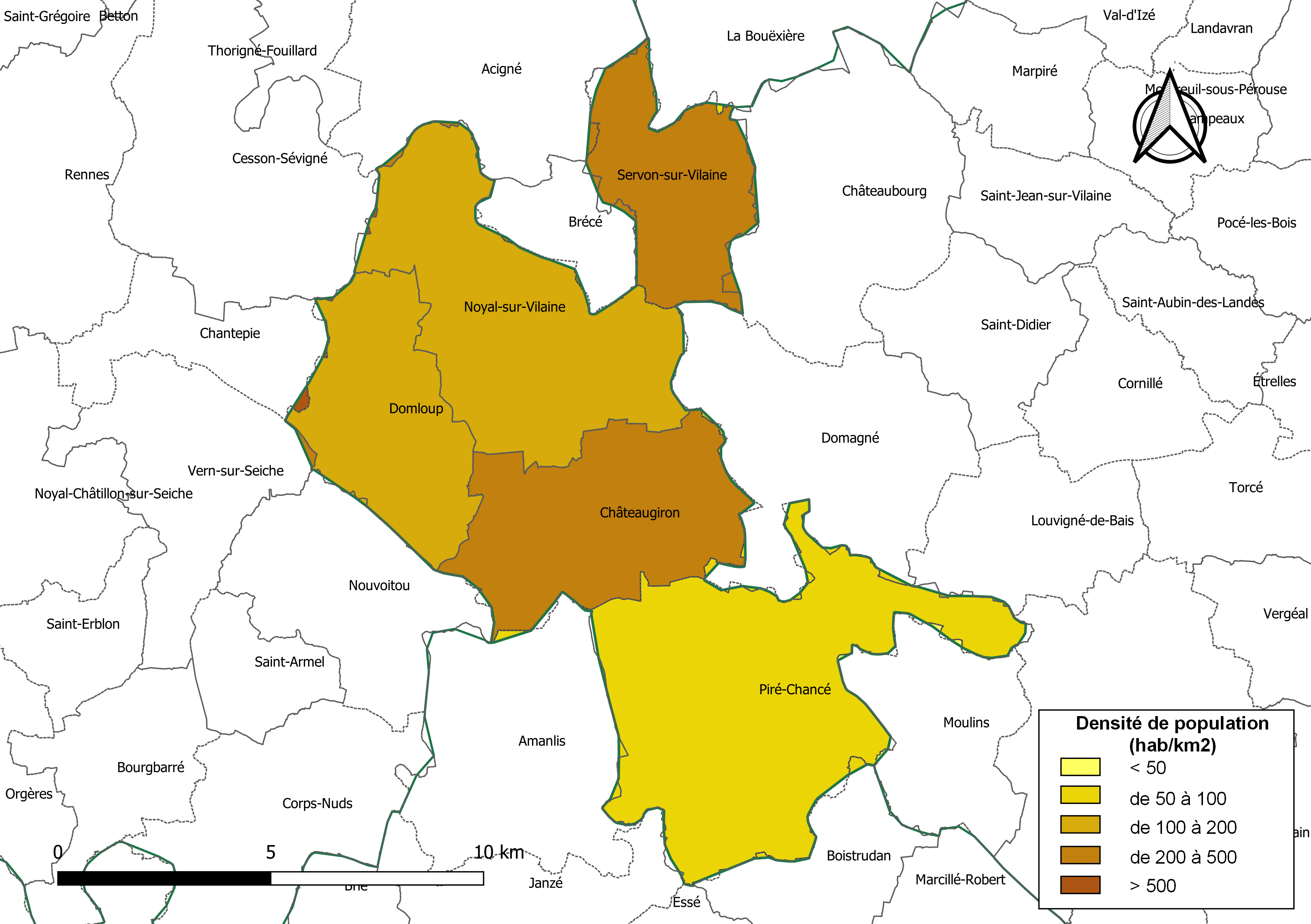
Carte des densités de population (millésimée 2016) des communes de l'intercommunalité Pays de Châteaugiron Communauté. Composition en communes au 1er janvier 2019.

| Nom                  | Code Insee | Gentilé         | Superficie (km2) | Population (dernière pop. légale) | Densité (hab./km2) |
| -------------------- | ---------- | --------------- | ---------------- | --------------------------------- | ------------------ |
| Châteaugiron (siège) | 35069      | Castelgironnais | 23,52            | 10 688 (2022)                     | 454                |
| Domloup              | 35099      | Domloupéens     | 18,53            | 3 839 (2022)                      | 207                |
| Noyal-sur-Vilaine    | 35207      | Noyalais        | 30,73            | 6 250 (2022)                      | 203                |
| Piré-Chancé          | 35220      |                 | 41,56            | 3 177 (2022)                      | 76                 |
| Servon-sur-Vilaine   | 35327      | Servonnais      | 15,26            | 4 032 (2022)                      | 264                |

### Démographie
| 1968  | 1975   | 1982   | 1990   | 1999   | 2006   |
| ----- | ------ | ------ | ------ | ------ | ------ |
| 9 509 | 10 323 | 13 391 | 15 391 | 19 032 | 21 534 |

| 2011   | 2016   | 2019   | 2021   | - | - |
| ------ | ------ | ------ | ------ | - | - |
| 23 222 | 25 537 | 26 931 | 27 535 | - | - |

## Organisation

### Siège
La communauté de communes a son siège à Châteaugiron, 16 rue de Rennes.

### Élus
La communauté de communes est administrée par son conseil communautaire, composé pour la mandature 2020-2026 de 32 conseillers municipaux issus de chacune des communes membres, et répartis, dans le cadre d'un accord local, de la manière suivante :

- 12 sièges pour Châteaugiron ; 

- 7 sièges pour Noyal-sur-Vilaine ; 

- 5 sièges pour Servon-sur-Vilaine ;

- 4 sièges pour Piré-Chancé et Domloup.
À la suite des Élections municipales de 2014 en Ille-et-Vilaine, le nouveau conseil communautaire a réélu sa présidente, Françoise Gatel, sénatrice-maire de Châteaugiron. Ayant été réélue sénatrice en 2017 et contrainte par la législation limitant le cumul des mandats en France, celle-ci démissionne de ses mandats de maire et de présidente de l'intercommunalité.
Le conseil communautaire du 5 octobre 2017 élit donc son successeur, Dominique Denieul, maire de Piré-sur-Seiche puis de Piré-Chancé, ainsi que ses vice-présidents, qui sont, : 
1. Marielle Muret-Baudoin, maire de Noyal-sur-Vilaine, chargée du développement économique ;
2. Jacky Lechâble, maire de Domloup, chargé de l'urbanisme et de l'habitat ;
3. Joseph Ménard, maire délégué de Ossé, chargé de l'environnement ;
4. Joseph Jan, maire de Servon-sur-Vilaine, chargé du transport et du numérique ;
5. Jean Lebouc, maire délégué de Chancé, chargé des finances ;
6. Jean-Pierre Petermann, maire délégué de Saint-Aubin-du-Pavail, chargé des actions solidaires et de la petite enfance ;
7. Jean-Claude Beline, maire de la commune nouvelle de Châteaugiron, chargé du sport, de la culture et du tourisme.

### Liste des présidents
| Période      | Période                   | Identité             | Étiquette | Qualité |
| ------------ | ------------------------- | -------------------- | --------- | --- |
| 1994         | 2001                      | Jean-Paul Charrier   |           | Directeur d’institut de formation d’adulte 1er adjoint de Servon-sur-Vilaine                                                                                        |
| 2001         | 2017                      | Françoise Gatel      | UDI       | Sénatrice d'Ille-et-Vilaine Maire de Châteaugiron Présidente de l'Union des maires d'I-et-V. ( ? → 2017) Démissionnaire à la suite de sa réélection comme sénatrice |
| octobre 2017 | En cours (au 5 mars 2020) | M. Dominique Denieul | DVD       | Agriculteur Maire de Piré-sur-Seiche (1995 → 2018) Maire de Piré-Chancé (2019 → )                                                                                   |

### Compétences
L'intercommunalité exerce les compétences qui lui ont été transférées par les communes membres, dans les conditions déterminées par le code général des collectivités territoriales. Aux termes des statuts de 2017, il s'agit de  : 
- Aménagement de l'espace  : schéma   de cohérence territoriale et schéma de secteur,
- Actions de développement économique : zones d'activité ; politique locale du commerce et soutien aux activités commerciales d'intérêt communautaire ;
- Aires d’accueil des gens du voyage ;
- Collecte et traitement des déchets des ménages et déchets assimilés ;
- Environnement, le cas échéant dans le cadre de schémas départementaux et soutien aux actions de maîtrise de la demande d'énergie ;
- Politique du logement et du cadre de vie ;
- Équipements culturels et sportifs  et   d'équipements   de   l'enseignement pré-élémentaire et élémentaire d'intérêt communautaire ;
- Action sociale d’intérêt communautaire ;
- Politique culturelle : mise en réseau des bibliothèques, médiathèques et cyberespaces communaux, et aide à l’emploi ; création de manifestations culturelles dont l’envergure dépasse le seul cadre communal ; accompagnement technique et financier de partenaires pour des manifestations rayonnant sur le territoire communautaire ;
- Sport : Réalisation d’un schéma d’équipements sportifs structurants sur le territoire en accord avec les communes ; accompagnement des partenaires du territoire, par des actions de coordination et de soutien, en collaboration étroite avec les communes ;
- Associations : Soutien financier et technique aux associations œuvrant au développement et à l’animation du territoire ;
- Assainissement : systèmes d’assainissement non collectifs ;
- Incendie et secours : centres de secours ; participation au SDIS ; contrôle des bornes incendie.
- Syndicat mixte MEGALIS Bretagne (nouvelles technologies de l’information et de la communication) (NTIC).
- Zones de développement de l’éolien.

### Régime fiscal et budget
La communauté de communes est un établissement public de coopération intercommunale à fiscalité propre.
Afin de financer l'exercice de ses compétences, l'intercommunalité perçoit la fiscalité professionnelle unique (FPU) – qui a succédé à la taxe professionnelle unique (TPU) – et assure une péréquation de ressources entre les communes résidentielles et celles dotées de zones d'activité.
Elle perçoit également une taxe d'enlèvement des ordures ménagères (TEOM), qui finance le fonctionnement de ce service public.
L'intercommunalité verse une dotation de solidarité communautaire (DSC) à ses communes membres.
En mars 2020, le conseil communautaire a adopté le budget de l'année, et a maintenu le taux de la fiscalité locale, inchangée depuis 2011 : 
- cotisation foncière des entreprises : 24,90 %,
- taxe d’habitation : 10,68 %
- Taxe foncière sur les propriétés non bâties : 1,86 %.